# Никольское (Семилукский район)
Никольское — село в Семилукском районе Воронежской области.
Входит в Нижневедугское сельское поселение.

## География
В селе имеются три улицы — Гусевка, Заречная и Никольская.

## Население
| 2010 |
| ---- |
| 21   |

Национальный состав
По переписи населения 2002 года, в селе Никольское проживали 43 человека (все русские)